# 神功
神功（697年九月—闰十月）是武則天的第九個年号，共计3个月。

## 建年號
- 萬歲通天二年九月初九壬寅（697年9月29日），改元神功。[2][3][4]
- 神功二年正月初一甲子（697年12月20日），改元聖曆。[5][6][7]

## 纪年
| 神功 | 元年  |
| ---- | ----- |
| 公元 | 697年 |
| 干支 | 丁酉  |

## 參看
- 中國年號索引

## 深入閱讀
- 李崇智. . 北京: 中華書局. 2004年12月. ISBN 7101025129.
- 鄧洪波.  (pdf). 臺北: 國立臺灣大學東亞經典與文化研究計劃. 2005年3月  [2022-01-03]. ISBN 9789860005189. （原始内容存档于2007-08-25）.

| 前一年號： 萬歲通天 | 武周年号 697年 | 下一年號： 聖曆 |